# Emil Otto Schellenberg

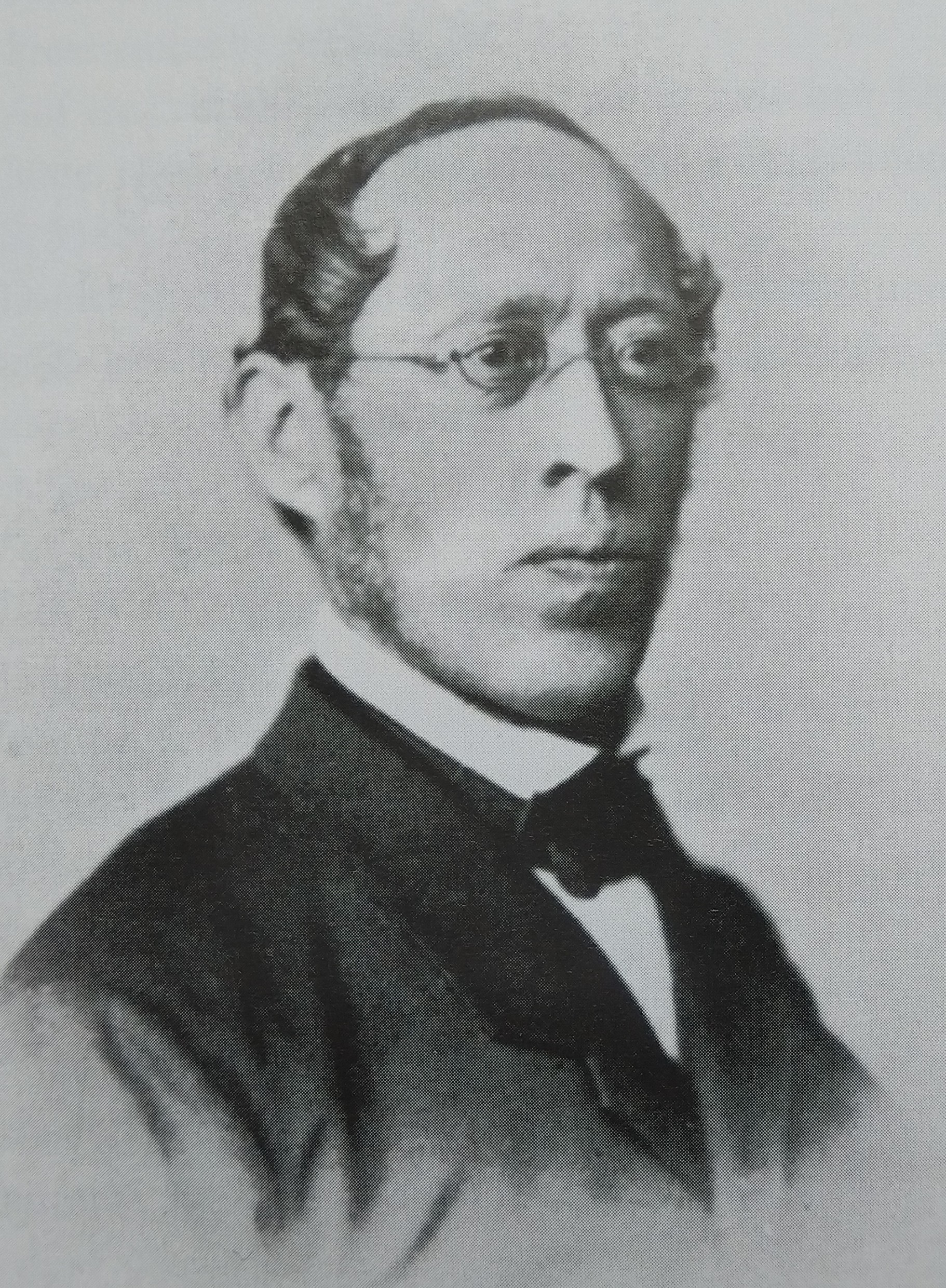
Emil Otto Schellenberg

Emil Otto Schellenberg (* 2. Juni 1816 in Dinglingen; † 19. Dezember 1873 in Mannheim) war ein deutscher evangelischer Geistlicher, Pfarrer und Dekan der Vereinigten Evangelisch-protestantischen Kirche im Großherzogtum Baden.

## Herkunft
Emil Otto wurde als achtes von neun Kindern des Pfarrers Philipp Reinhard Schellenberg im sogenannten Gundelfinger Ast der Familie Schellenberg geboren. Zu seinen Brüdern gehören Reinhard Schellenberg und Oskar Schellenberg. 

## Leben
Schellenberg besuchte von 1828 bis 1833 das Freiburger Gymnasium und anschließend das Gymnasium in Karlsruhe. Im Jahr 1835 begann er das Studium der Theologie in Halle und wechselte im Jahr 1837 nach Heidelberg, wo er auch das Predigerseminar besuchte.
1839 war er Vikar in Stein und später in Emmendingen. 1841 wurde er Stadtvikar in Freiburg. Hier schloss er Freundschaft mit Karl Zittel, der im benachbarten Bahlingen am Kaiserstuhl Pfarrer war, und schrieb Artikel für dessen liberale Zeitung Der Morgenbote.
Im November 1848 wurde Schellenberg Stadtpfarrer in Mannheim, wo er weiterhin als führender Vertreter des kirchlichen Liberalismus wirkte. Mit der „Neuen Ära“ im Großherzogtum Baden konnte er auch in der Landeskirche größeren Einfluss gewinnen. Er gehörte 1864 zu den Gründern des Deutschen Protestantenvereins und später zu denen des Wissenschaftlichen Predigervereins der evangelischen Geistlichkeit des Großherzogtums Baden. Ab 1867 war er Mitglied der badischen Generalsynode und gehörte auch dem Synodalausschuss an. Im Jahr 1871 wurde er von der Diözese Mannheim-Heidelberg zum Dekan gewählt.
Viele seiner Predigen und Vorträge wurden veröffentlicht. 

## Familie
Am 24. September 1844 heiratete er in Freiburg Wilhelmine Auguste Hausrath (* 1819 in Königsbach; † 1903 in Karlsruhe), eine Schwester des späteren Theologieprofessors August Hausrath. Drei Kinder aus dieser Ehe wurden zwischen 1845 und 1848 in Freiburg geboren, drei weitere zwischen 1850 und 1855 in Mannheim.

## Auszeichnungen
- 1872: Theologische Ehrendoktorwürde der Universität Heidelberg
- 1872: Orden vom Zähringer Löwen

## Gedruckte Predigen und Reden (Auswahl)
- Im Kindessinne das Himmelreich – Eine Predigt über Matthäus 18, 1 - 5 ; gehalten in der Trinitatiskirche zu Mannheim 26. October 1851 und auf Verlangen in Druck gegeben. Mannheim 1851. (Volltext)
- Wozu erweckt uns ein frommer Rückblick auf den Augsburger Religionsfrieden? – Predigt über 2. Tim. 3, 10 -17 ; gehalten in der Trinitätskirche zu Mannheim 23. Sept. 1855 und auf Verlangen in Druck gegeben. Mannheim 1855. (Volltext)
- Worte am Grabe des Haupt-Lehrers Johann Georg Kurzenberger dahier – Gesprochen am 8. Mai 1859 von E. O. Schellenberg, Stadtpfarrer. Mannheim 1859. (Volltext)
- Melanchthon –  Predigt, gehalten bei dessen 300jähriger Todes-Feier, 22. April 1860, in d. Conkordien-Kirche zu Mannheim und auf Verlangen in Druck gegeben. Mannheim 1860. (Volltext)
- Rede aur Feier der Erinnerung an den hundertjährigen Geburtstag Johann Gottlieb Fichte's am 19. Mai 1862, gehalten in dem Aula-Saale zu Mannheim von E. O. Schellenberg, Stadtpfarrer zu Mannheim. Mannheim 1862. (Volltext)
- Christus die Erfüllung des Gesetzes – Predigt mit Beziehung auf die gegenwärtigen Verhältnisse gehalten am 22. Juli 1866 und auf vielseitiges Verlangen in Druck gegeben von E. O. Schellenberg, Stadtpfarrer. Mannheim 1866. (Volltext)
- Die Offenbarung Johannis – Vortrag in den Protestanten-Vereinen zu Karlsruhe und Mannheim am 20. Februar und 9. März gehalten und auf Verlangen in Druck gegeben. Mannheim 1867. (Volltext)
- „Wir sollen Gottes Kinder heissen“ und „Gott vor der Thüre“ – Zwei Predigten gehalten am zweiten Weihnachtstage und Sylvester-Abende 1867 in der Conkordienkirche zu Mannheim und auf vielseitiges Verlangen in Druck gegeben von E. O. Schellenberg, Stadtpfarrer. Mannheim 1868. (Volltext)
- Das Lutherdenkmal, ein Denkmal vor unsern Augen – Predigt gehalten in der Trinitatskirche zu Mannheim am 21. Juni 1868 und auf Verlangen in Druck gegeben. Mannheim 1868. (Volltext)
- Schleiermacher. – Ein Lebensbild zur hundertjährigen Geburtsfeier vorgetragen in den Protestanten-Vereinen zu Karlsruhe und Elberfeld und am 21. November 1868in Mannheim. Franz Bender (Verlag). Mannheim 1868. (Volltext)
- Predigten. Aus dem Nachlasse von Dr. Emil Otto Schellenberg. Hrsg. v. R. Schellenberg. Franz Bender (Verlag), Mannheim 1875.